# Campionato italiano a squadre di calcio da tavolo 2016
Il Campionato italiano a squadre di calcio da tavolo del 2016 si è svolto a San Benedetto del Tronto, sia il girone di andata che di ritorno.

## Classifica Finale
|  | Classifica Finale 2016   | PUNTI | GIOC. | V  | N | P  | IV | IP | DI  |
|  | ------------------------ | ----- | ----- | -- | - | -- | -- | -- | --- |
|  | Fiamme Azzurre Roma      | 62    | 22    | 20 | 2 | 0  | 60 | 12 | 48  |
|  | F.lli Bari Reggio Emilia | 58    | 22    | 19 | 1 | 2  | 67 | 9  | 58  |
|  | Black & Blue Pisa        | 50    | 22    | 16 | 2 | 4  | 50 | 24 | 26  |
|  | Perugia                  | 44    | 22    | 13 | 5 | 4  | 45 | 26 | 19  |
|  | Eagles Napoli            | 31    | 22    | 9  | 4 | 9  | 39 | 36 | 3   |
|  | Bologna Tigers           | 26    | 22    | 7  | 5 | 10 | 30 | 42 | -12 |
|  | Ascoli                   | 23    | 22    | 7  | 2 | 13 | 31 | 41 | -10 |
|  | Stella Artois Milano     | 22    | 22    | 6  | 4 | 12 | 30 | 44 | -14 |
|  | Salernitana              | 19    | 22    | 4  | 7 | 11 | 25 | 41 | -16 |
|  | Master Sanremo           | 15    | 22    | 4  | 3 | 15 | 19 | 50 | -31 |
|  | Warriors Torino          | 13    | 22    | 2  | 7 | 13 | 20 | 50 | -30 |
|  | Virtus 4strade Rieti     | 11    | 22    | 3  | 2 | 17 | 15 | 56 | -41 |

## Formazione della Squadra Campione D'Italia
| Napolitano Carmine |
| Napolitano Niki    |
| Colangelo Luca     |
| Noguera Juan       |
| Mateos Alberto     |
| Mallia Hansel      |
| ------------------ |